# Smiltynė

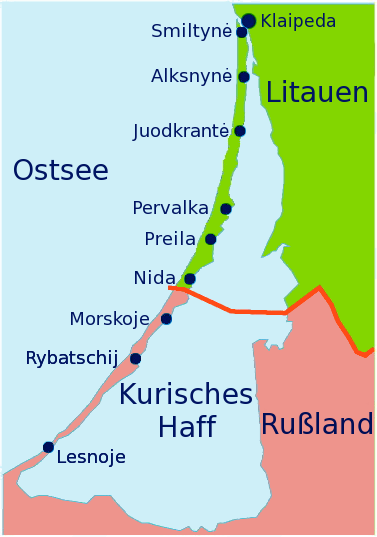
Lage von Smiltynė auf der Kurischen Nehrung

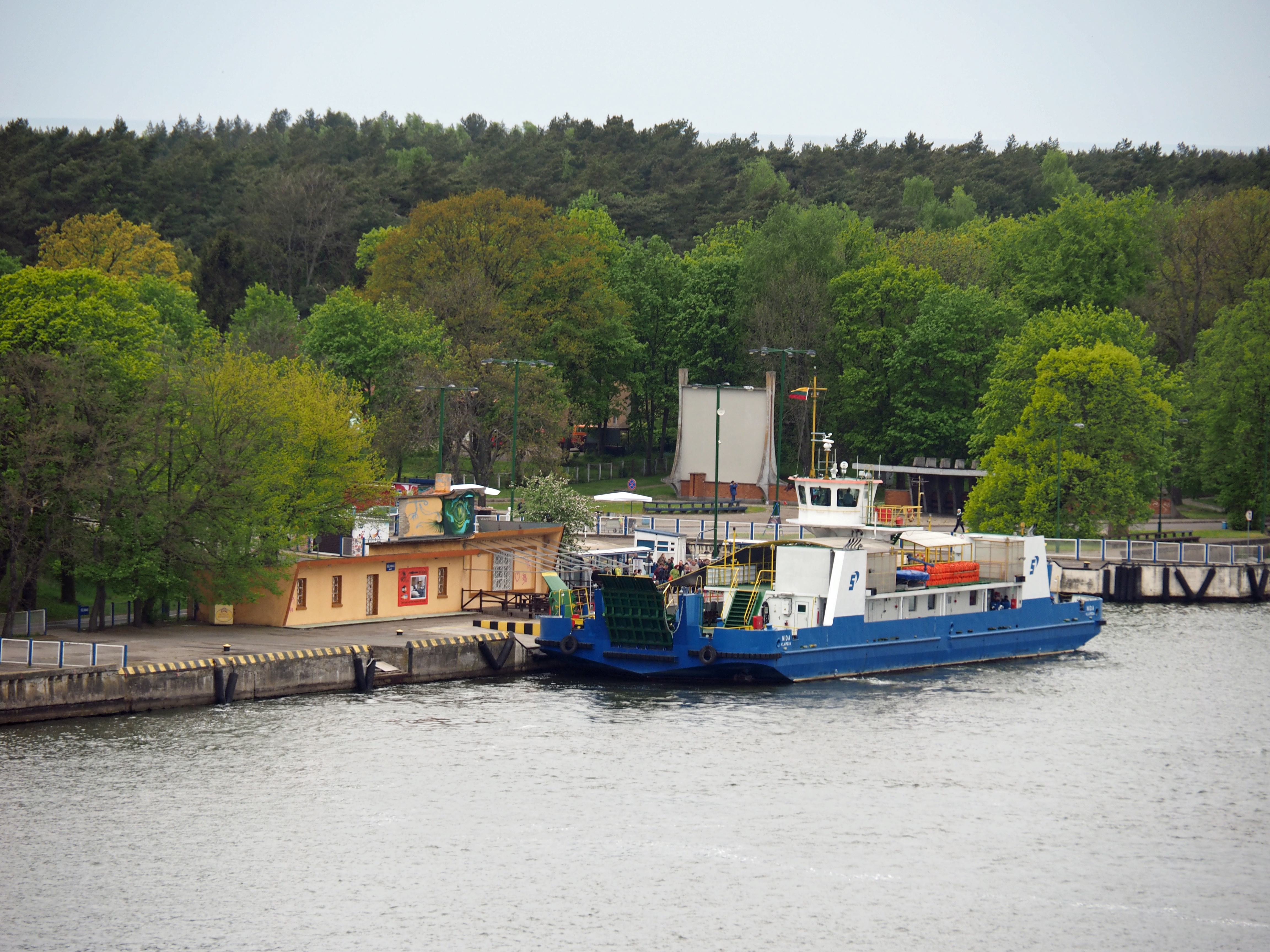
Die Fähre aus Klaipėda hat in Smiltynė angelegt

Smiltynė (vor 1945 deutsch Sandkrug) ist der nördlichste Ort auf der Kurischen Nehrung. Es ist ein Stadtteil der Hafenstadt Klaipėda (deutsch: Memel) in Litauen, von dieser aber durch das Kurische Haff getrennt, das hier eine Breite von etwa 500 m aufweist. Zwischen den Stadtteilen existiert ein Fährbetrieb. An der Nordspitze der Landzunge befindet sich die Festung Kopgalis, die 1865–1871 von den Preußen erbaut wurde; bis 1918 war der Ort zum Deutschen Reich gehörend. Anschließend vorübergehend vom Völkerbund verwaltet, kam er ab 1924 völkerrechtlich zu Litauen. Heute beherbergt die Festung das Litauische Meeresmuseum, mit einem Aquarium und einem Delfinarium.

## Bezeichnung
Der frühere deutsche Name dieses Teils der Nehrung war „Süderspitze“, was eigentlich verwirrend ist, da der Ort an der Nordspitze der Nehrung liegt. Der Name beruht auf der Perspektive der Stadt Memel. Dieser war die Nordspitze der Nehrung verwaltungsmäßig zugeordnet, sie nahm beide Seiten des Tiefs ein. Der Festlandsteil wird zu ihm durch die Nordermole abgegrenzt. Entsprechend heißt sein Gegenstück, nämlich die 500 Meter lange Steinmole gegenüber am Ende der Nehrung, eben Südmole. Diese gab dem dazugehörenden Land den Namen: Süderspitze.

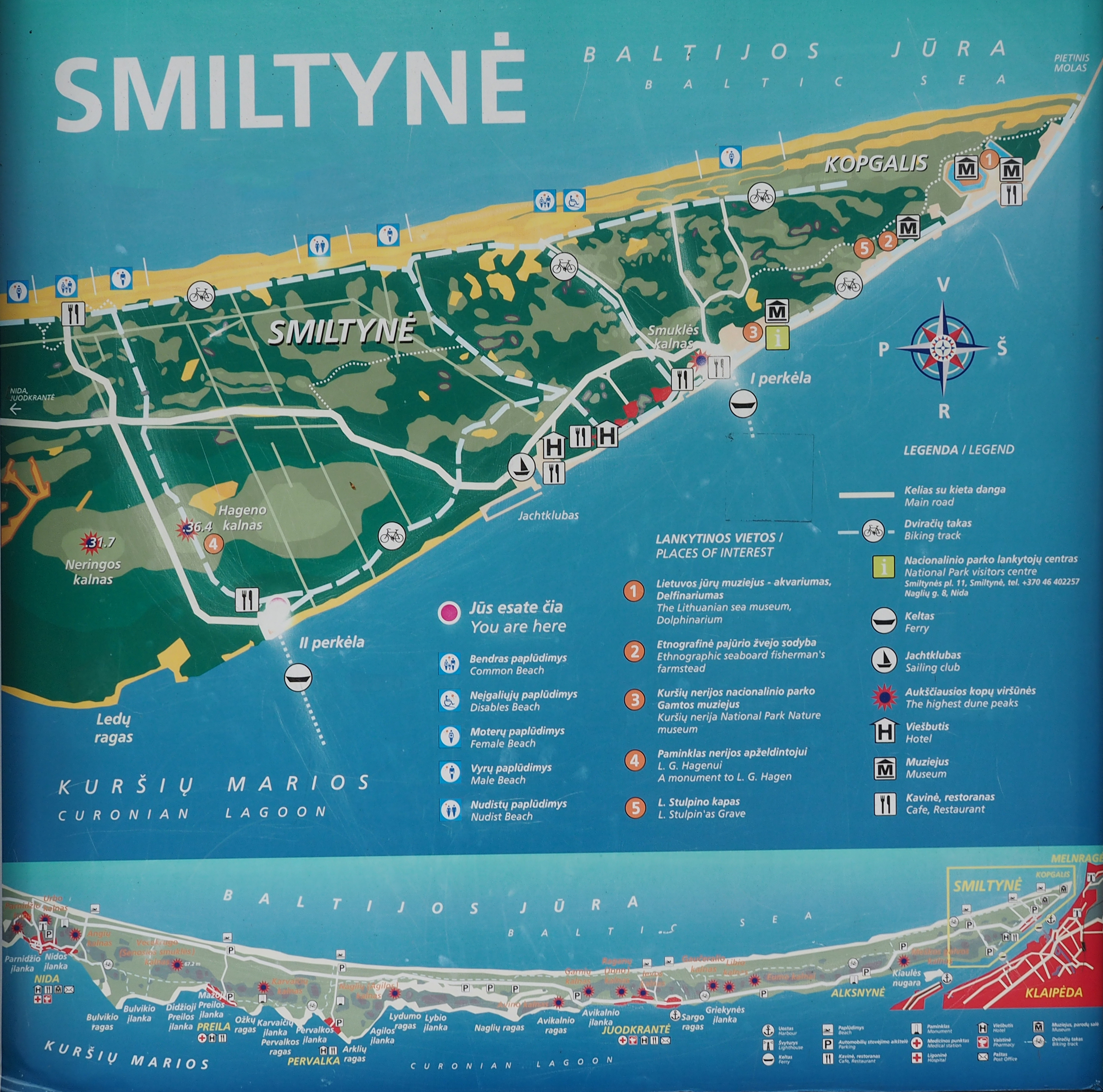
Detail-Plan von Smiltyné

## Nationalpark
Der gesamt nördliche, litauische Teil der Landzunge, die angrenzende Ostsee und Teile des Kurischen Haffs gehören zum Nationalpark Kurische Nehrung. Der südliche Teil der Nehrung ist russisches Staatsgebiet der Oblast Kaliningrad.
Nach dem Zweiten Weltkrieg war Klaipėda und die Kurische Nehrung militärisches Sperrgebiet der Sowjetunion. 

## Tourismus
Erst seit 1985 durften die ersten Touristen wiederkommen. Der Ort wurde zunächst von den Bewohnern von Klaipeda als Naherholungsareal genutzt, ehe sich eine Übernachtungsinfrastruktur entwickelte.
Im Mai 2006 zerstörte ein Brand fast 250 Hektar Wald zwischen Smiltynė und Alksnynė.
Seit 2016 findet der Klaipėda-Marathon in Smiltynė statt.

## Sehenswürdigkeiten
Das Litauische Meeresmuseum (litauisch Lietuvos jūrų muziejus) entstand 1979 und weist unter anderem ein Delfinarium, bestehend aus drei Becken, einer Wasserkapazität von 1.800 Kubikmetern sowie mit 1.000 Zuschauerplätzen auf. Im angrenzenden Freilichtmuseum sind alte, wimpelgeschmückte Kurenkähne zu sehen und traditionelle Fischerkaten neu errichtet worden. Auf einer Anhöhe befinden sich inmitten eines vielfältigen Baumbestandes einige Grabstätten, die an litauische und deutschstämmige Bewohner erinnern, denen die Gegend Heimat war. In einer ehemaligen Villa wurde ein Haus der Tiere eingerichtet, daneben besteht ein Haus der Vögel.
Weitere Bauwerke sind der Yachthafen Smiltynė sowie der Leuchtturm Klaipėda.